# Пир-Мардакян
Пир-Мардакян (азерб. Pir Mərdəkan) — ханега-мавзолей XII—XIII вв., расположенный в селе Гёйляр Шемахинского района Азербайджана, в 17 км к югу от Шемахи. Комплекс ханеги расположен на старинном торговом пути, который соединял некогда Шемаху с другими городами Ближнего и Среднего Востока.

## Первые сведения
Впервые о ханеге упоминают голландский путешественник XVII века Ян Стрейс и немецкий путешественник XVIII века Адам Олеарий. В дальнейшем сведения о памятнике встречаются у русских учёных XIX века Ильи Берёзина и Бориса Дорна. В советское время изучением комплекса занимались азербайджанские учёные А. А. Алескерзаде и А. В. Саламзаде. В 1967 году было издано сообщение о ханеге Пир-Мардакян.

## Архитектура
Комплекс ханеги состоит из хорошо сохранившегося здания самого мавзолея, худжры, молельного зала-мечети, минарета, караван-сарая, двора со стенами, а также вспомогательных построек.
Сам мавзолей построен из хорошо отесанного камня на известковом растворе. В плане внутренняя часть мавзолея квадратная, которая с помощью угловых тромп переходит в восьмигранник. Завершает восьмигранник восьмигранная призма, перекрытая пирамидальным шатром.
Вокруг мавзолея существует огромное кладбище с эпитафиями учёных-шейхов XII-XIII вв. и более поздними.

## Археологические исследования
Археологические работы на территории мавзолея начали проводиться с 1972 года. В результате раскопок, проводившихся экспедицией Института истории Академии наук Азербайджанской ССР до 1973 года, обмерных работ и анализа графических материалов был выявлен абрис всех зданий комплекса, была расчищена крепостная стена комплекса.
В результате раскопок на территории худжры было обнаружено два погребения с надгробными плитами с арабской надписью. Исследователи установили, что архивольты стрельчатого проёма ханеги были выполнены в виде жгута.
В примыкающем к мавзолею помещении были обнаружены датируемые XII—XIII вв. священные книги и рукописи. На территории ханеги были также обнаружены монеты, отчеканенные при ширваншахе Фарибурзе III ибн Гершаспе.

В 1978 году экспедиция Института истории АН Азербайджанской ССР и Министерства культуры Азербайджанской ССР очистила каменную стелу в изголовье могилы внутри мавзолея. Нас тела сохранилась арабская надпись, выполненная почерком сулюс. В обрамлении надписи 12 раз повторяется слово «Аллах», а посредине имеется текст эпитафии:
Во имя Аллаха милостивого, милосердного. Это могила шейх ал-имама, величайшего учёного, благочестивого Таира Тадж ал-Худа Мадакани ибн Али, да простит его Аллах.
У входа в мавзолей слева имеется строительная надпись, упоминающая имя ширваншаха Фаррухзада I сына Минучихра III, правившего до 1203 года. Имя шейха и соответственно название мавзолея дошло в искажённом виде «Мардакян», а не «Мадакани» (Мадак — название местности в 27 км к юго-востоку от Хасанабада в Иранском Азербайджане).

## Фотогалерея

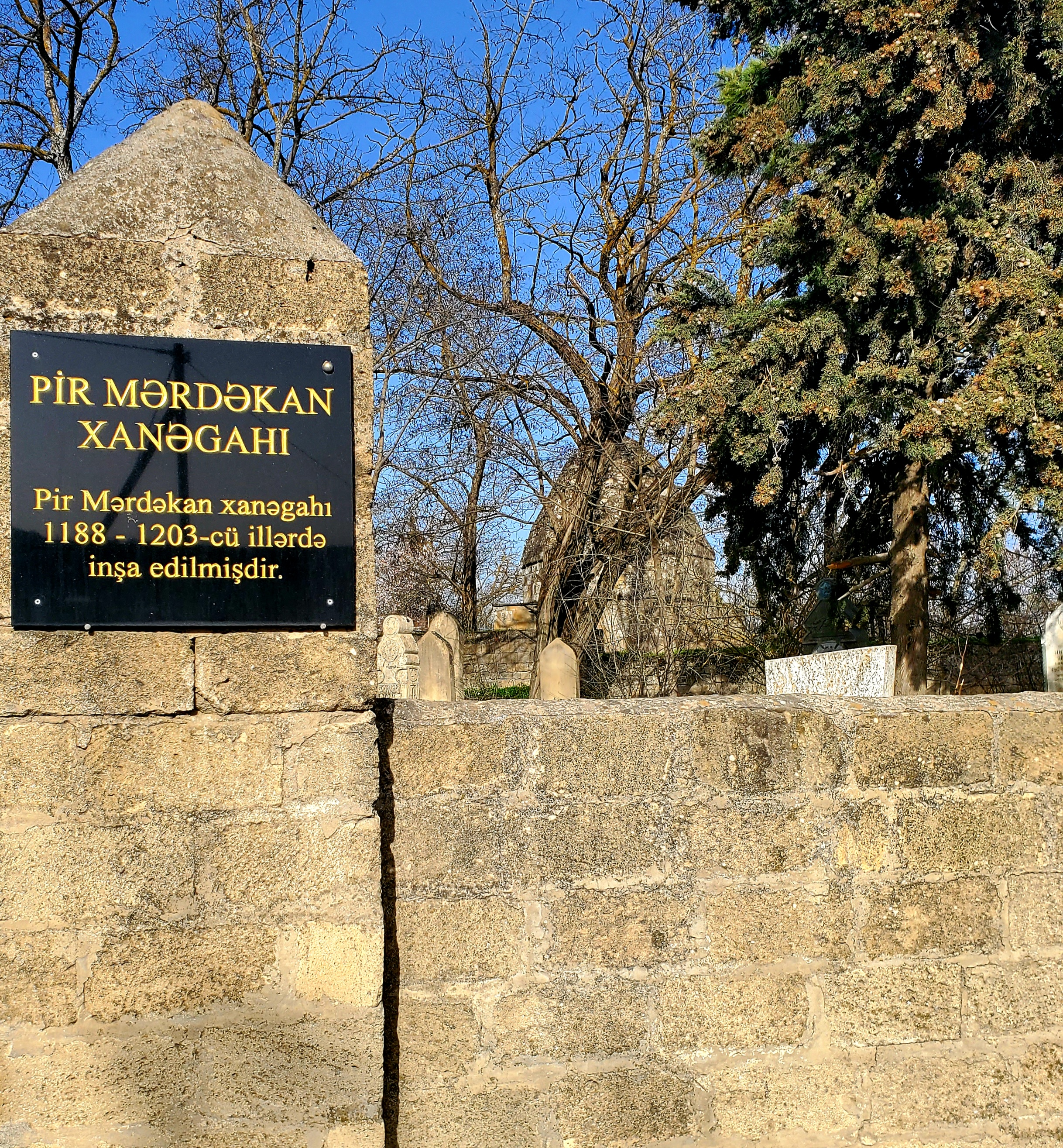
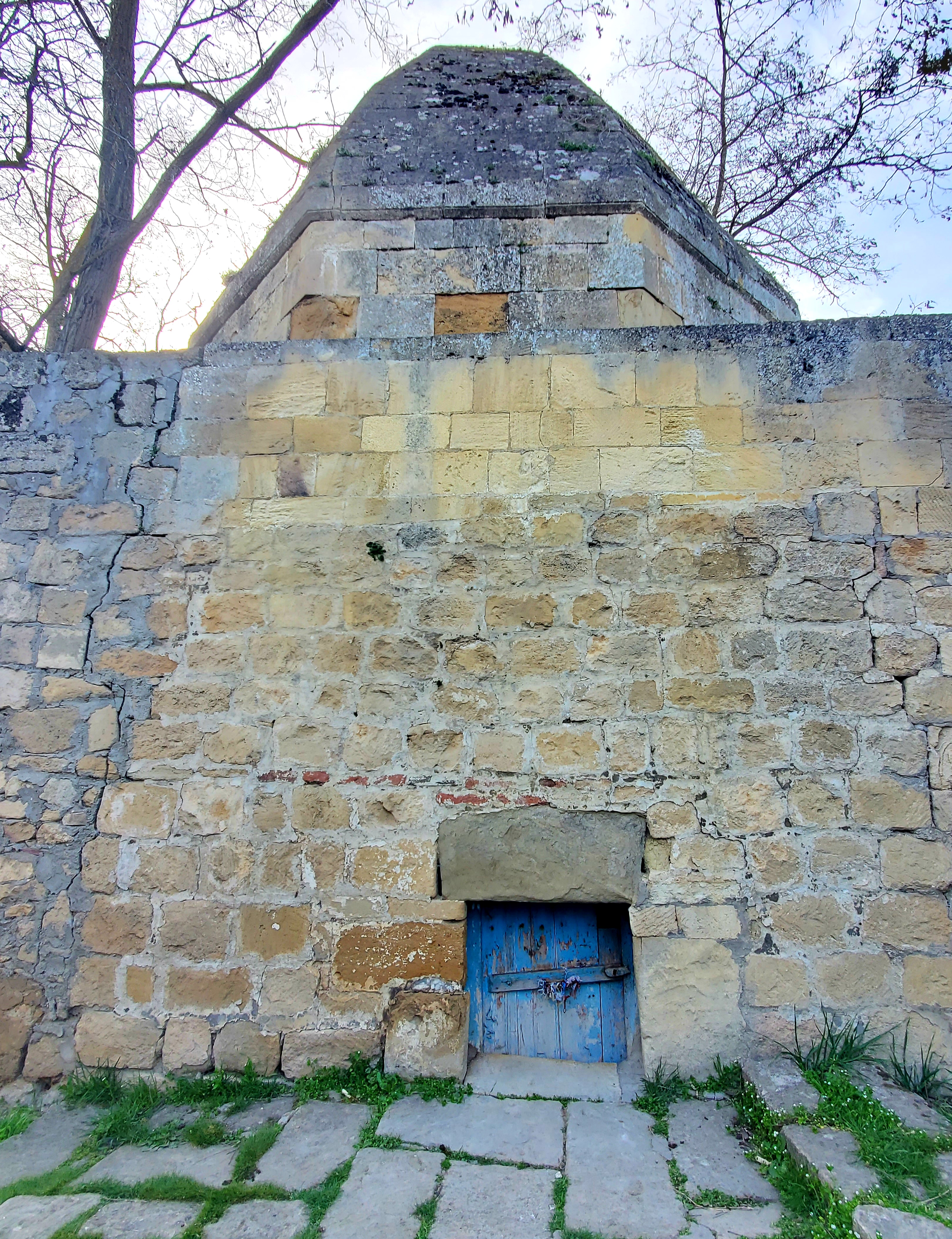
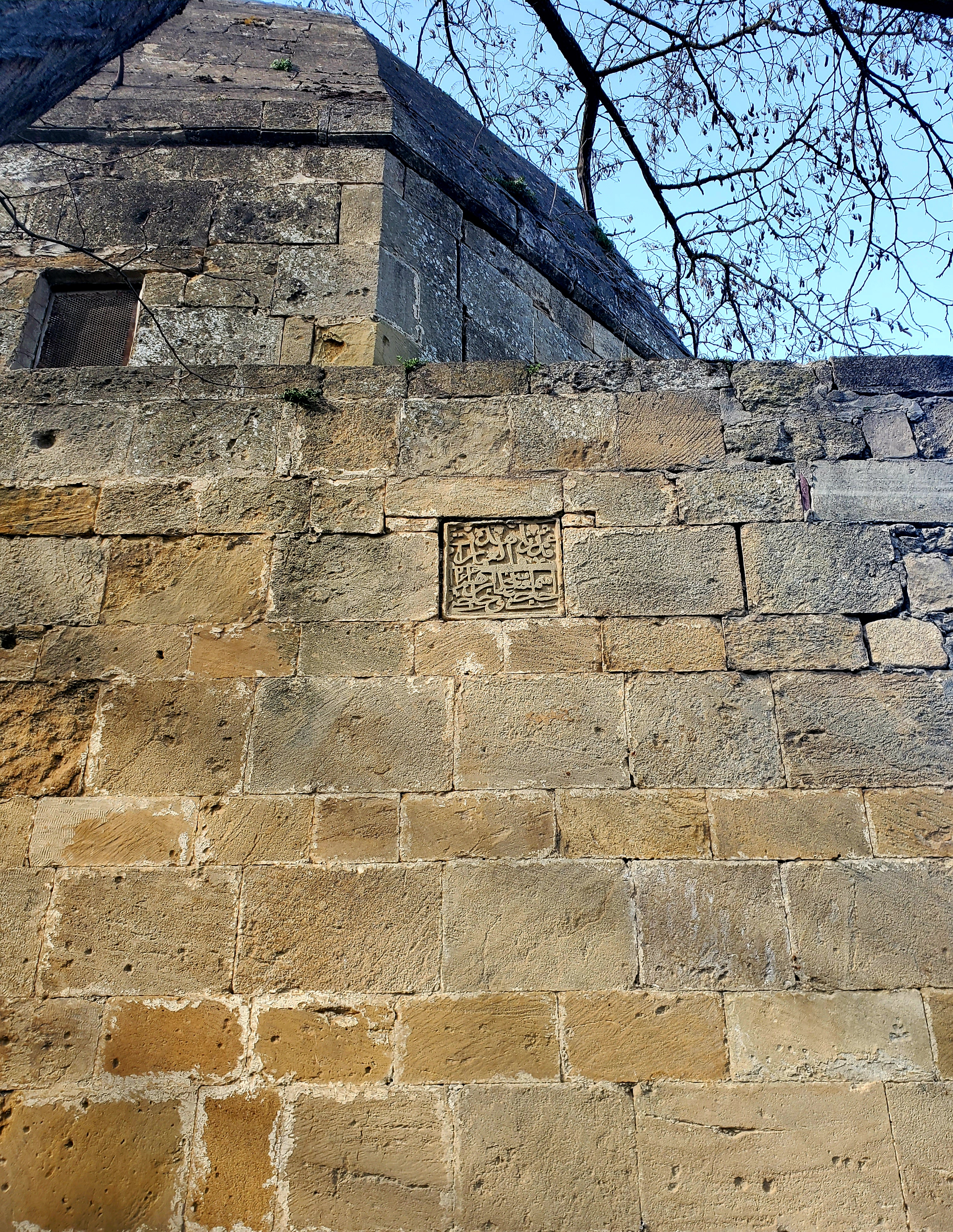
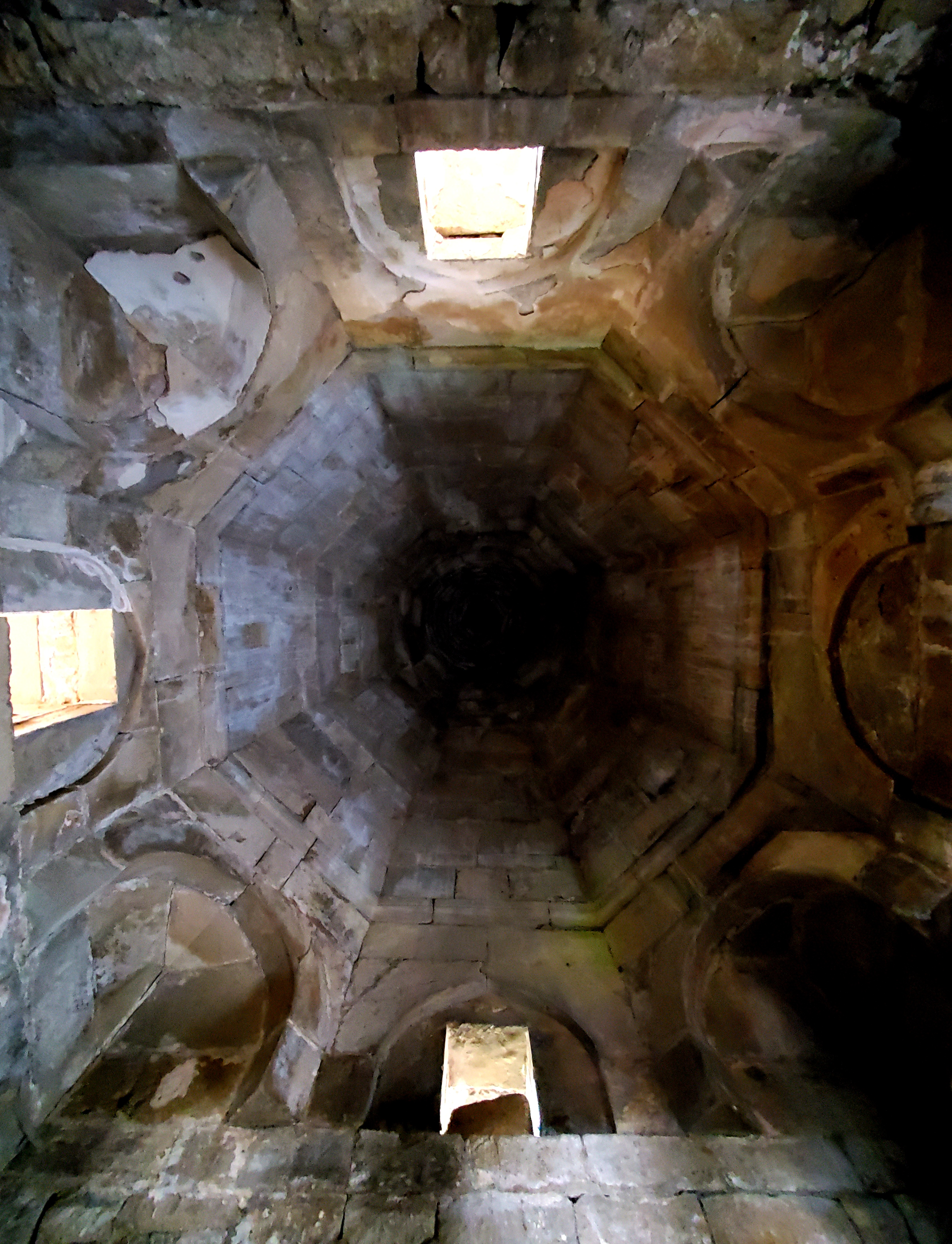
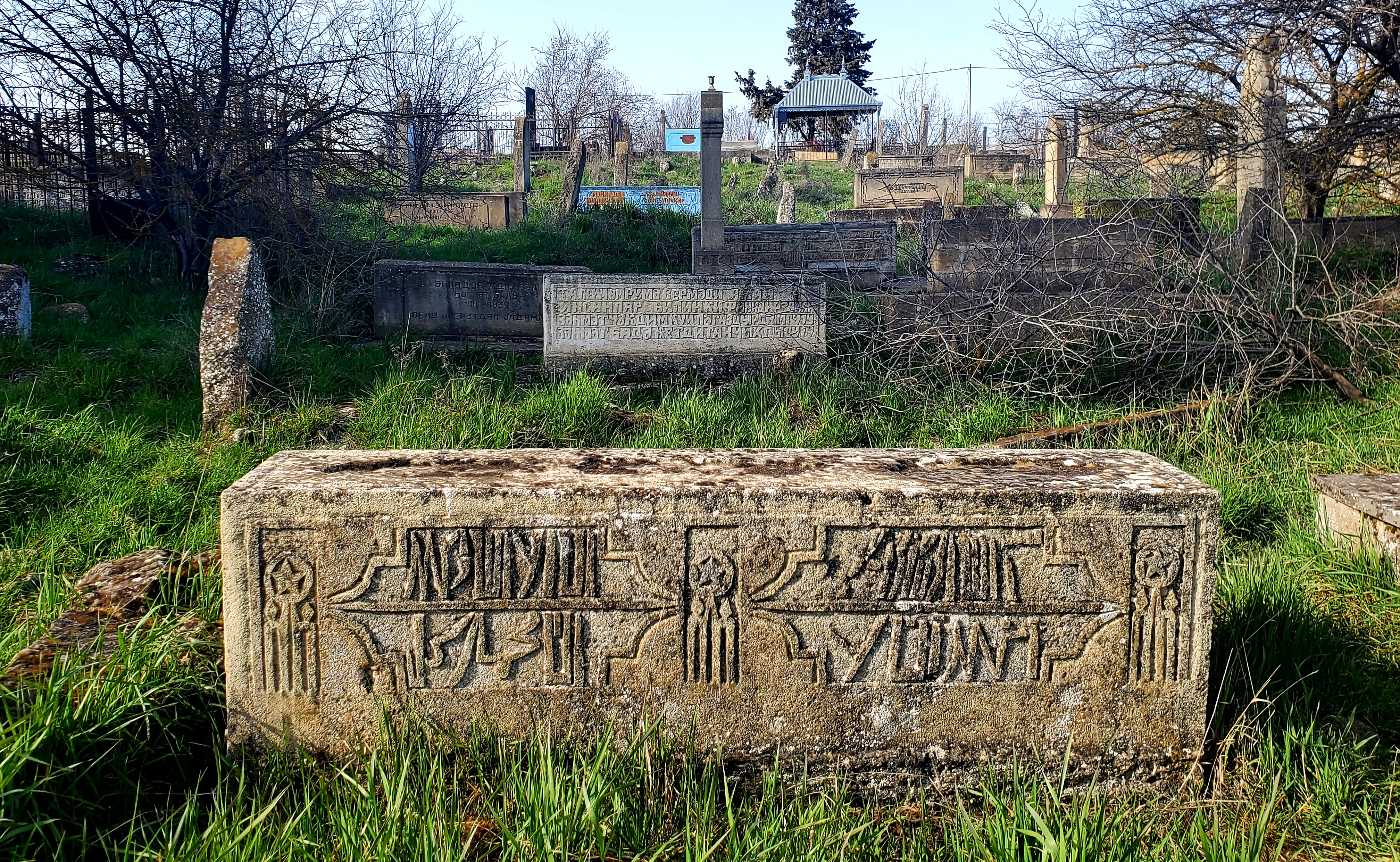
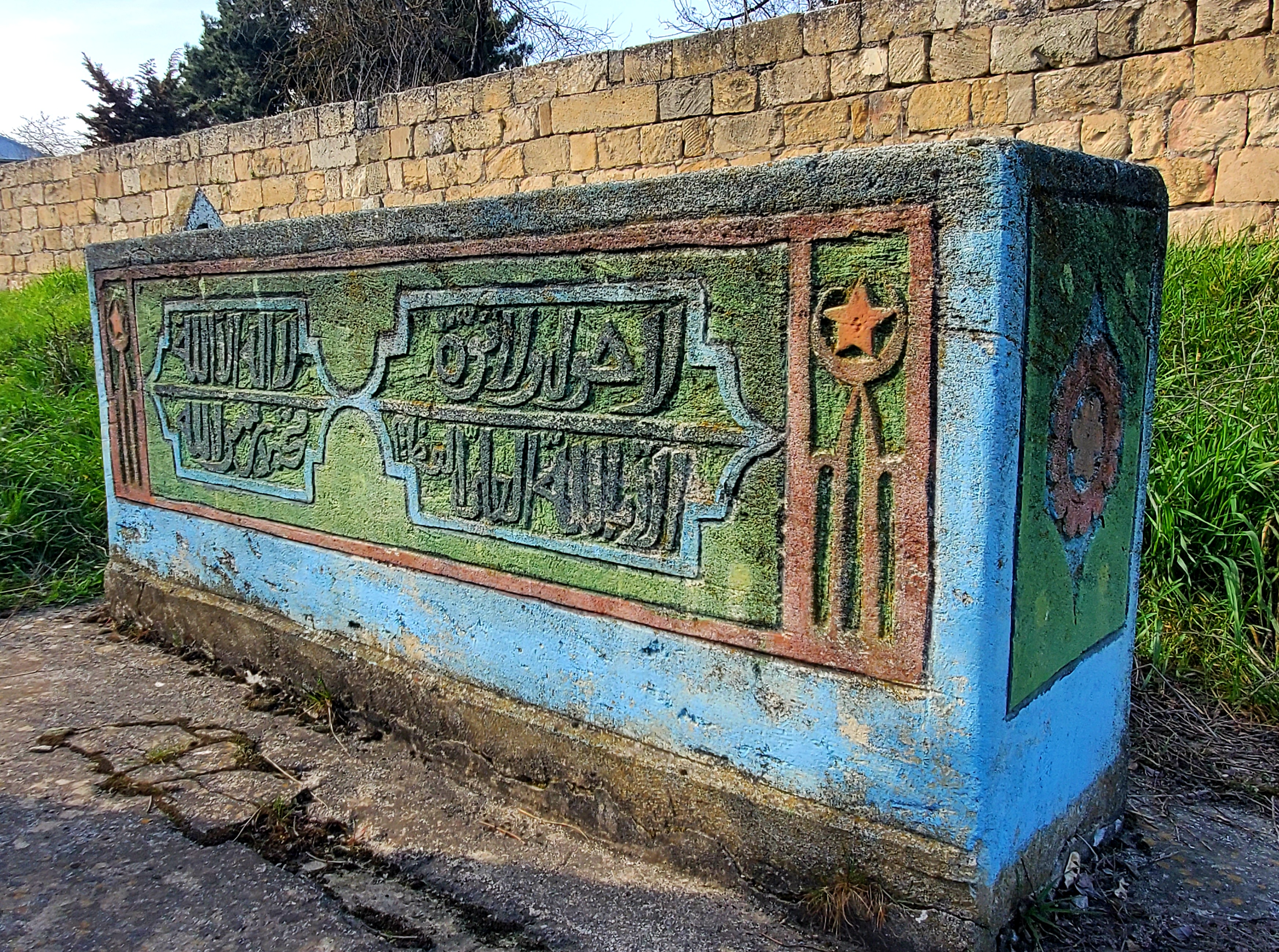
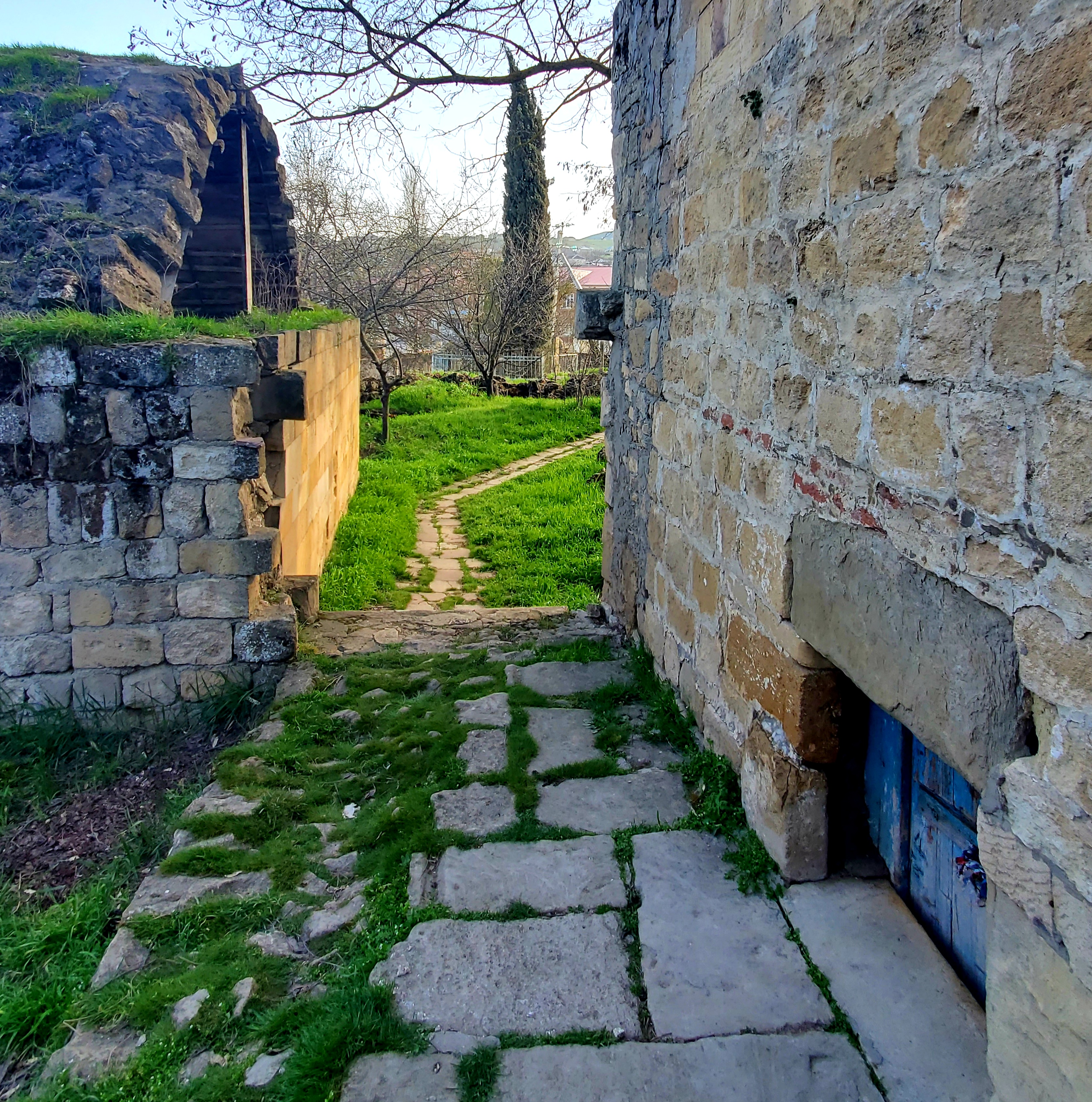
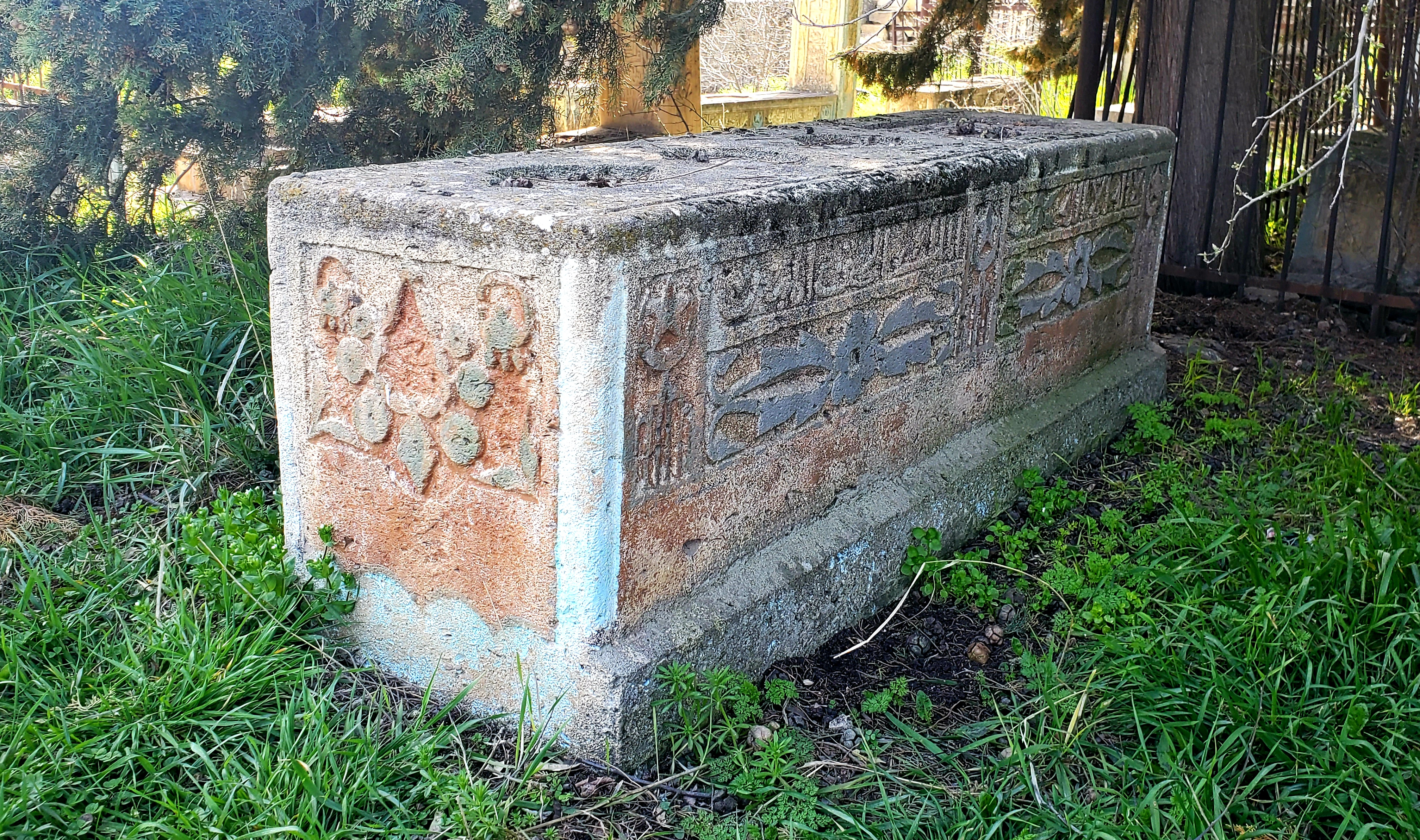
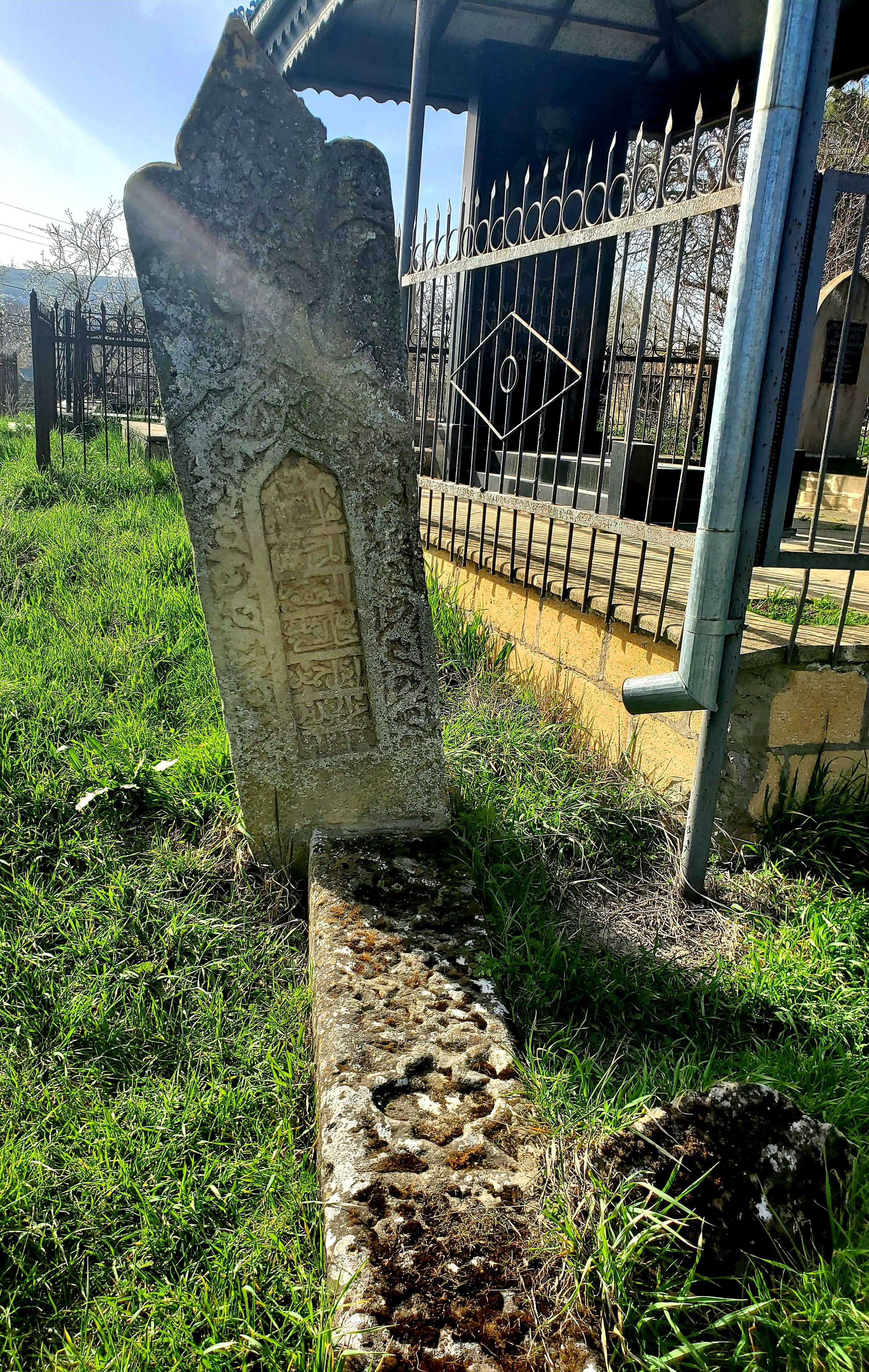